# Steatoda mainlingensis
Steatoda mainlingensis là một loài nhện trong họ Theridiidae.
Loài này thuộc chi Steatoda. Steatoda mainlingensis được miêu tả năm 1987 bởi Hu & S. Q. Li.